# The Thrill Is Gone
«The Thrill Is Gone» — медленная песня в минорном ключе, написанная в 1951 году блюзовым музыкантом Роем Хокинсом и Риком Дарнеллом. Тогда же в 1951 году в исполнении Хокинса она достигла 6 места в ритм-н-блюзовом чарте американского журнала «Билборд».
Позже песня стала большим хитом в исполнении Би Би Кинга. Сначала она вышла на его альбоме 1969 года Completely Well, а в декабре как сингл. Песня достигла 15 места в горячей сотне «Билборда» и 3 места в его специализированном ритм-н-блюзовом чарте и принесла Би Би Кингу премию «Грэмми» за 1970 год в категории «лучшее мужское вокальное исполнение в стиле ритм-н-блюз».
В 2004 году журнал Rolling Stone поместил песню «The Thrill Is Gone» в исполнении Би Би Кинга на 183 место своего списка «500 величайших песен всех времён». В списке 2011 года песня находится на 185 месте.
Кроме того, песня «The Thrill Is Gone» в исполнении Би Би Кинга входит в составленный Залом славы рок-н-ролла список 500 Songs That Shaped Rock and Roll.
В 1998 году сингл Би Би Кинга с песней «The Thrill Is Gone» (вышедший в 1969 году на лейбле BluesWay Records) был принят в Зал славы премии «Грэмми».

## Чарты

### Версия Роя Хокинса
| Чарт (1951)                            | Наив. поз. |
| -------------------------------------- | ---------- |
| США (Billboard Rhythm & Blues Singles) | 6          |

### Версия Би Би Кинга
| Чарт (1970)                               | Наив. поз. |
| ----------------------------------------- | ---------- |
| США (Billboard Best Selling Soul Singles) | 3          |
| США (Billboard Hot 100)                   | 15         |